# Qareh Zāgh
Qareh Zāgh (persiska: قره زاغ) är en ort i Iran.   Den ligger i provinsen Västazarbaijan, i den nordvästra delen av landet, 400 km väster om huvudstaden Teheran. Qareh Zāgh ligger 1 952 meter över havet och antalet invånare är 184.
Terrängen runt Qareh Zāgh är huvudsakligen kuperad. Qareh Zāgh ligger nere i en dal. Runt Qareh Zāgh är det ganska glesbefolkat, med 47 invånare per kvadratkilometer. Närmaste större samhälle är Manbar, 7,5 km väster om Qareh Zāgh. Trakten runt Qareh Zāgh består i huvudsak av gräsmarker.